# 二王清綱
二王清綱（におうきよつな）は、室町時代に作られたとされる日本刀（脇差）である。岐阜県関市にある岐阜県博物館所蔵。新撰組の近藤勇の処刑に使われた刀として知られる。

## 概要

### 刀工・二王清綱について
室町時代に二王派の刀工である二王三郎清綱によって作られた刀である。二王派は鎌倉時代から室町時代末期にかけて周防国で活動した刀工一派であり、周防国には大和国東大寺領の荘園が多く存在したことにより、二王派の刀工も大和鍛冶との交流が深く、作風にも大和伝の特徴がよく表れている。「二王」という名前の由来は、仁保庄（におのしょう）に刀工が居住したことに由来するというのが有力である。また、異説として、ある刀工が寺院で火事に遭遇し、仁王門が焼けて仁王像にも火が及ぼうとしたとき、門に繋がれていた鎖を自身が作った刀で断ち切って仁王（二王）像を救い出したことから、その刀工はそれ以降「二王清綱」と名乗るようになったという逸話もある。

### 剣客・横倉喜三次について
本作は美濃国揖斐に領していた旗本岡田家に仕えていた横倉喜三次（きそうじ）の佩刀である。喜三次は神道無念流免許皆伝を受けていた剣客であり、岡田家の武術指南役も務めていた。また、戊辰戦争の勃発時には岡田家が新政府軍に付いたたため前線部隊に当たる東征軍の副隊長も務めていた。各地で転戦する中、「偽官軍」とされた赤報隊一番隊長である相楽総三の処刑に立ち会っていた際、当初の介錯役が仕損じて相楽の右肩を切り掛けてしまったため、見かねた喜三次が一太刀にて相楽を仕留め、周りの立会人を驚かせた。
相楽の介錯での腕を見込まれ、今度は捕縛されていた近藤勇の介錯役に選ばれることになる。一説には処刑を覚悟した近藤自身が本作を贈ったともいわれているが、新撰組に関する著書を手掛けた著述家のあさくらゆうは、自身のブログにて近藤が長州に近い周防の刀を持つことは疑わしいとして否定的な意見を挙げている。

### 近藤勇の最期
喜三次が書き遺した『横倉喜三次覚書』によれば、近藤の身柄が岡田家預りになった時から度々近藤の許へ訪れていた喜三次は、処刑の直前に自身が太刀取り（介錯役）に選ばれたことを伝え「なんなりとも申し置かるる事これあれば承るべし。」と尋ねたところ、近藤は殊の外喜び「君の太刀取りにては何も申し置く事これなし。よろしく頼む。」と言ったという。これを聞いた喜三次は、首実検の唱文を唱えた後に本作にて切り落としたという。喜三次は同じ剣客として近藤に敬意を抱いていたとされており、処刑後には介錯による報奨金を全てつぎ込んで主君や自身の菩提寺から僧侶を招聘し、敵側である近藤の法要を行っている。また、近藤の命日である4月25日には、本作に花や酒を献して近藤の冥福を祈ったといわれている。

### 明治維新以降
明治時代には名古屋鎮台に行幸に来た明治天皇の天覧に供されたとされている。これは1888年（明治20年）2月に明治天皇及び昭憲皇太后が還幸の途次に名古屋鎮台へ臨幸した際、喜三次の長男である横倉喜太郎が名古屋鎮台砲兵本部の一等軍曹として勤務しており、鎮台の将校下士が所持する応永年間以前の古刀を陳列して天覧に供すのに併せて出展されたものとされる。本作は喜三次の死去以降も子孫宅に保管されており、新撰組の人気が高まると共に本作を見たいという声が挙がる一方で、「近藤の生き様に共感した曽祖父、さらには近藤のためにも刀を見せ物にはしたくない。」という子孫宅の意向により一般的に公開されることはなかった。しかし、平成に入ってから研師の許に預けられて、2013年（平成25年）には子孫宅の厚意によって岐阜県立博物館に寄贈された。

## 剣賛詩
喜三次と同郷の漢学者・教育者である棚橋天籟（てんらい）は、喜三次の剣技およびその愛刀を賞賛した『剣賛詩』（けんさんし）を作詩しており、詩が記された掛け軸は揖斐川歴史民俗資料館に収蔵されている。詩の一文である「剣精霊貫白虹」は、2019年（令和元年）に岐阜県博物館にて行われた特別展『剣精霊貫白虹 ~幕末美濃の剣豪と名刀~ 』の題名にも用いられており、この特別展にて『剣賛詩』と併せて本作が展示された。なお、『剣賛詩』の全文は以下の通りである。